# モヨウウチキトラザメ
モヨウウチキトラザメ （学名：Haploblepharus edwardsii） はヘラザメ科に属するサメの一種。南アフリカの温帯域沿岸の固有種で、深度0-130mの砂地や岩礁で見られる。全長60cmに達し、体は細い。背面には明るい橙色の鞍状模様が並び、無数の白点が散らばる。Haploblepharus kistnasamyi は本種の地域変異とされていたが、2006年に別種とされた。
ウチキトラザメ属に共通の性質として、外敵に対して体を丸め、尾で頭を覆う。餌は甲殻類・多毛類・硬骨魚など。卵生で、卵殻に包まれた卵を1回に1-2個、水中の構造物に産み付ける。人には無害で、漁業価値もない。分布域での漁業が活発であるため、IUCNは保全状況を絶滅危惧としている。

## 分類

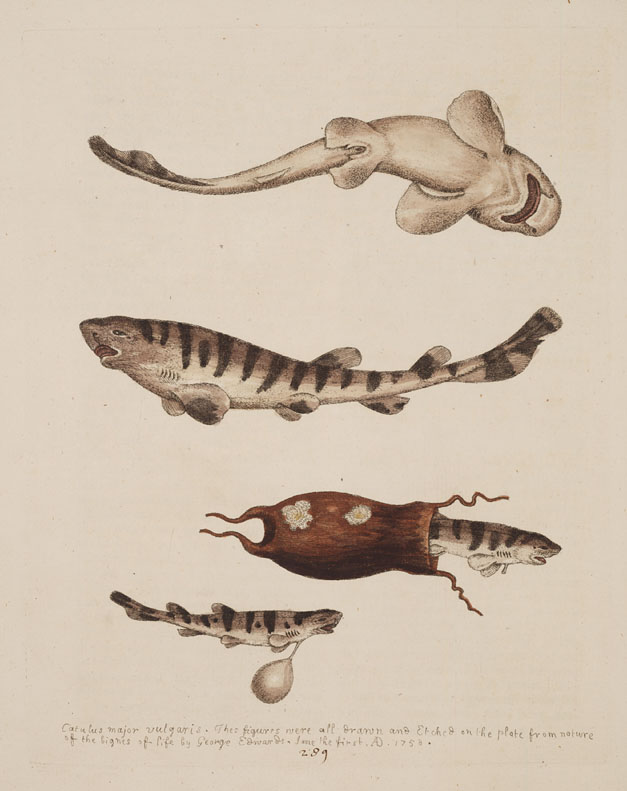
Gleanings of natural history (1760) におけるジョージ・エドワーズによるエッチング。

イギリスの博物学者ジョージ・エドワーズは1760年、喜望峰から得られた3個体をCatulus major vulgaris（後のハナカケトラザメ）と考えて言及しているが、この個体は後に失われた。1817年、フランスの動物学者ジョルジュ・キュヴィエはこの種に記載を与え、"Scyllium D'Edwards"の名で言及したが、これは正式な学名を与えたものとはみなされなかった。1832年、ドイツの動物学者Friedrich Siegmund Voigtはキュヴィエの記載を再解釈し、正式にScyllium edwardsii の名を与えたため命名者として帰属することになった。だが2001年、M.J.P. van Oijenは、スイスの博物学者Heinrich Rudolf Schinzが、Voigtより先の1822年にキュヴィエの記載を再解釈して同じ学名を与えていたことを発見した。その後動物命名法国際審議会は本種の命名者をSchinzに帰属させることを決定した。1913年、アメリカの動物学者サミュエル・ガーマンはHaploblepharus 属を創設し、他のウチキトラザメ類とともに本種を含めた。
本種には形態や生息環境の異なる"Cape"型と"Natal"型の2つのタイプが存在することが知られていたが、2006年に"Natal"型は新種Haploblepharus kistnasamyi として記載された。2006年、mtDNAの3箇所を用いた分子系統解析では、本種は属内で最も基底的で、チャイロウチキトラザメ+Haploblepharus pictus の姉妹群となることが示された。H. kistnasamyi はこの解析には含まれていないが、これらの2種よりは本種と形態的に近い。英名"puffadder shyshark"は、本種と似た体色を持つアフリカ産のヘビ、パフアダーに因んだものである。"Happy Eddie"は学名に由来し、研究者間で非公式に用いられていたものが一般に広まったものである。この名は、"shyshark"や"doughnut"といった名がウチキトラザメ類全般を表すのと比べ、本種を特異的に表現できるというメリットがある。

## 形態

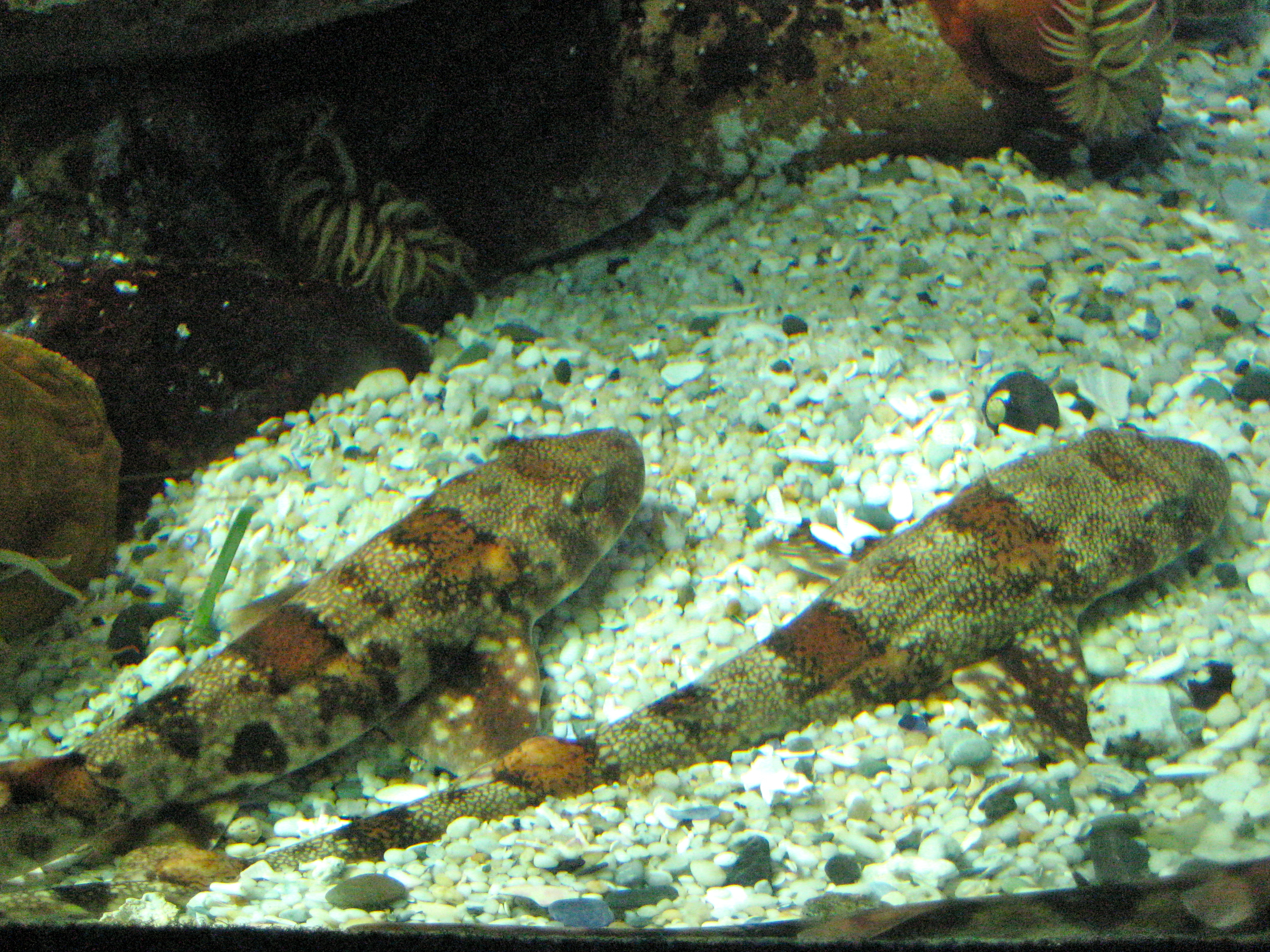
橙色の鞍状模様と白い斑点による独特な体色が特徴である。

他のウチキトラザメ属より体は細い。頭部は短くて幅広く、縦扁する。吻は細く丸い。眼は大きく楕円形で、猫のようなスリット状の瞳孔を持つ。眼には簡素な瞬膜があり、下方には顕著な隆起線が走る。鼻孔は非常に大きく、左右が癒合して大きく広がった三角形の前鼻弁を持つ。前鼻弁は口まで達し、後鼻孔から口に向けて伸びる深い溝を覆い隠している。口は短く、口角の唇褶は両顎に伸びる。歯列は上顎で26–30・下顎で27–33。歯には性的二型があり、雄の歯は長く、小尖頭は1対だが、雌の歯はより短く、小尖頭は2対である。珍しい点として、左右の下顎が特殊な軟骨で繋がれ、歯の分布を調整することで咬合力を増大させている。
鰓裂は5対で、少し上の方に位置する。背鰭・腹鰭・臀鰭の大きさは等しい。背鰭は体のかなり後方に位置し、第一背鰭は腹鰭の後方、第二は臀鰭の後方に位置する。胸鰭は幅広く、それなりの大きさである。尾鰭は短くて幅広く、全長の1/5を占める。尾鰭上葉の後縁先端には深い欠刻があり、下葉はほとんど発達しない。皮膚は分厚く、よく石灰化した木の葉型の皮歯で覆われる。背面は、淡褐色から濃褐色の地に、暗く縁取られた鮮やかな黄褐色から赤褐色の、8–10個の鞍状模様が並ぶ。また、全体に無数の白い斑点が散らばる。腹面は白い。60cm程度になり、最大で69cmの記録がある。アガラス岬より西の個体は東の個体より小さく、48cmにしか達しない。

## 分布
分布は南アフリカ沿岸の大陸棚に限られ、西ケープ州のLangebaanからアルゴア湾の西岸まで見られる。かつてはダーバンまで分布するとされていたこともあるが、これは近縁種の誤同定だと考えられている。底生で、砂底や岩礁に最もよく見られる。北東に行くほどより深い場所に生息するようになり、ケープタウンでは深度0-15mだがクワズール・ナタール州では40-130mで見られる。これは本種が低温を好むことを反映したものだと考えられる。

## 生態

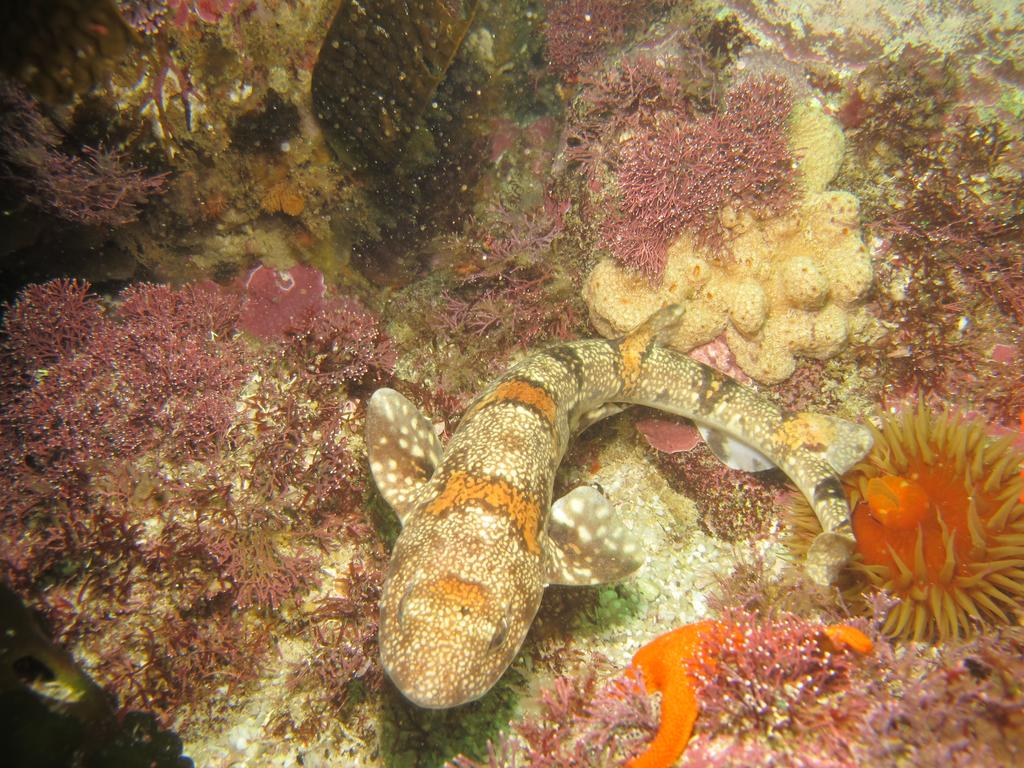
底生で動きは遅い。

分布域内では普通種で、動きは遅く臆病であり海底に横たわっていることが多い。数匹の群れで休息していることもある。ジェネラリスト捕食者で、歯は獲物を捕捉することに向いている。餌は様々な小型底生動物で、カニ・エビ・ザリガニ・シャコ・ヤドカリなどの甲殻類、多毛類、アンチョビ・マアジ属・ハゼなどの硬骨魚、イカなどの頭足類、魚の死骸などを食べる。全体的には甲殻類が最も重要で、多毛類、魚類が続く。雄は多毛類、雌は甲殻類を好むようである。マダコを攻撃し、体をひねることで触手を千切り取ることも観察されている。
エビスザメのような大型魚類の餌となる。また、ミナミアフリカオットセイが本種を捕まえ、放り投げたり齧ったりして遊ぶことが記録されている。この過程でサメは傷つくか死ぬが、オットセイはその一部を食べることがあるだけで、全体を食べることは滅多にない。稀にカモメ属のblack-backed kelp gullがオットセイの捕えたサメを盗んで食べることがある。脅威に曝されると、体を巻いて眼を尾で覆い隠した特徴的な姿勢を取る。この反応は英名の"shyshark"や"doughnut"の由来となっており、捕食者に丸呑みされることを防ぐ意味があると考えられる。
卵は、少なくとも飼育下ではエゾバイ科のホソスジマキボラ・ヒサゴウネマキボラに捕食されることが確認されている。寄生虫として、血液に寄生するトリパノソーマの Trypanosoma haploblephari、消化管に寄生する線虫のProleptus obtusus 、皮膚に寄生するカイアシ類のCharopinus dalmanni ・Perissopus oblongatus が知られている。他の寄生虫として、鼻孔・口・鰓に寄生するウミクワガタ類、Gnathia pantherina のプラニザ幼生がある。この幼生は組織に深く穿孔するため大きなダメージを与え、出血や炎症を引き起こすことがある。

### 生活史

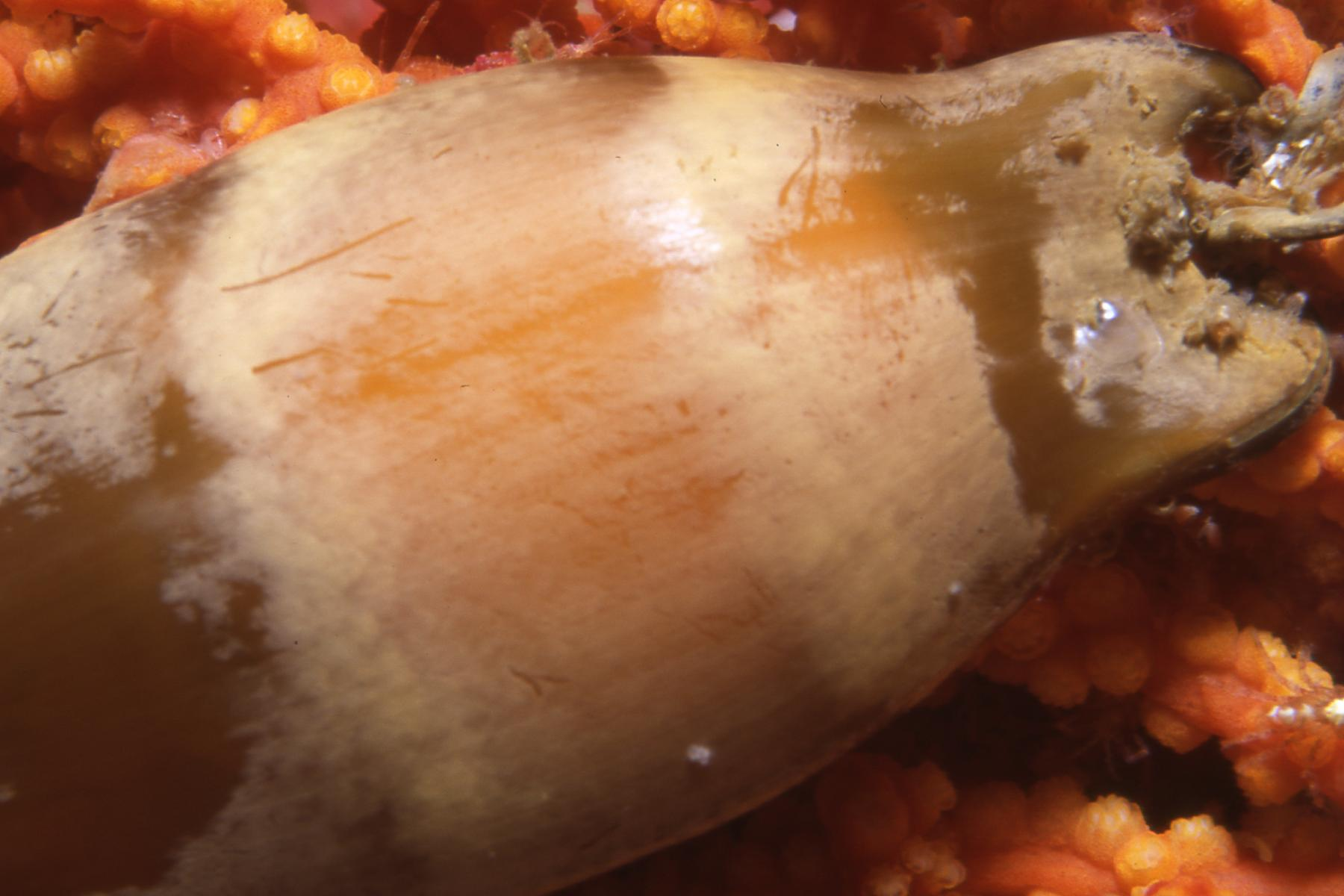
卵殻

卵生で、通年繁殖する。雌は卵殻に包まれた卵を一度に1-2個産み、ウミウチワなどの垂直構造物に付着させる。卵殻は薄く、色は褐色で独特な薄い横縞がある。表面は少し毛皮のような質感があり、四隅には長い巻きひげがある。卵殻は他のウチキトラザメ類より小さく、長さ3.5-5cm・幅1.5-3cmにしかならない。約3ヶ月で孵化し、その時の全長は9cm程度である。性成熟時の大きさは資料により異なるが、35-55cmの間である。これは、分布域東部の深場に生息する個体は、西部の浅場の個体より成熟時の大きさが大きいことを反映していると考えられる。成熟時の年齢は約7歳と推定され、寿命は最低でも22年。

## 人との関わり
人には無害で、容易に素手で捕まえられる。小さいため商業漁業の対象とはならないが、Mossel Bayとイースト・ロンドンの間での底引き網やフォールス湾の漁船により混獲されて廃棄される。遊漁者によっても多数の個体が釣り上げられ、廃棄されるか、害魚とみなされて殺される。ロブスター籠の餌、または観賞魚として乱獲が行われている地域もある。IUCNは保全状況を準絶滅危惧としている。分布域では未だ豊富に見られるが、分布域自体は狭く、その全体で漁業が盛んである。漁業活動の増加や生息地破壊が潜在的な脅威となっている。
日本ではアクアワールド大洗で見ることができた。また、同水族館では繁殖に成功し、繁殖賞を平成22年に受賞している。